# Asparagus
Asparagus L., 1753 è un genere di piante della famiglia delle Asparagaceae.

## Tassonomia
Il genere comprende oltre 200 specie.
Tra queste ricordiamo:
- Asparagus acutifolius L.
- Asparagus aethiopicus L.
- Asparagus africanus Lam.
- Asparagus aphyllus L.
- Asparagus asparagoides (L.) Druce
- Asparagus cochinchinensis (Lour.) Merr.
- Asparagus declinatus L.
- Asparagus densiflorus (Kunth) Jessop
- Asparagus falcatus L.
- Asparagus flagellaris (Kunth) Baker
- Asparagus macowanii Baker
- Asparagus maritimus (L.) Mill.
- Asparagus nesiotes Svent.
- Asparagus officinalis L.
- Asparagus racemosus Willd.
- Asparagus scandens Thunb.
- Asparagus schoberioides Kunth
- Asparagus setaceus (Kunth) Jessop
- Asparagus tenuifolius Lam.
- Asparagus umbellatus Link
- Asparagus vaginellatus Bojer ex Baker
- Asparagus virgatus Baker